# Área metropolitana de Dover
El Área Estadística Metropolitana de Dover, DE MSA como la denomina oficialmente la Oficina de Administración y Presupuesto, es un Área Estadística Metropolitana que solo abarca el condado de Kent, estado estadounidense de Delaware. Tiene una población de 162.310 habitantes según el Censo de 2010, convirtiéndola en la 242.º área metropolitana más poblada de los Estados Unidos.